# ژانگ دچون
ژانگ دچون (انگلیسی: Zhang Dequn؛ زادهٔ ۱۰ ژانویهٔ ۱۹۶۳) کشتی‌گیر اهل چین بود. وی در بازی‌های المپیک تابستانی ۱۹۸۴ شرکت کرده‌است.